# Christian Carpzov
Christian Carpzov (ur. 20 kwietnia 1605 w Colditz; zm. 20 grudnia 1642 we Frankfurcie nad Odrą) – niemiecki prawnik i uczony, profesor na Uniwersytecie Viadrina we Frankfurcie nad Odrą.
Był synem Benedikta Carpzova Starszego. Studiował na uniwersytetach w Wittenberdze, Lipsku, Jenie i w Heidelbergu. Na uniwersytecie w Strasburgu uzyskał promocję na doktora nauk prawnych. Pracował jako adwokat i prowadził wykłady na uczelni. Wreszcie profesor Wydziału Prawa Uniwersytetu Viadrina we Frankfurcie nad Odrą. 
Jego dziełami są Disputationes de jure confactudinario oraz Disputationes de feruitutibus realibus.